# معركة يامن
معركة يامن (بالصينية: 厓門戰役) هي معركة بحرية دارت في 19 مارس عام 1279م بين مملكة سونغ الصينية والغزاة المغول القادمين من الشمال، ومثَّلت نهاية أسرة سونغ لتحلَّ محلها أسرة يوان في حكم الصين. كان يبلغ حجم أسطول مملكة يوان عُشرَ أسطول سونغ، إلا أنَّ أسطول يوان تمكَّن رغم ذلك من تحقيق نصر تكتيكي واستراتيجي ساحق، لينتهي بسقوط مملكة سونغ نهائياً. دارت المعركة في ما بات اليوم بلدة يامن الواقعة ضمن مدينة جيانغمن بولاية غوانغدونغ الصينية.

## المعركة
في عام 1279، أغار زانغ هوغفان قائد جيوش مملكة يوان - التابعة للمغول - على أسطول بحرية سونغ الراسي في مدينة يامن، وسرعان ما حصل على مددٍ إضافيّ من قوات لي هنغ التي كانت قد سيطرت على مدينة غوانغزو سابقاً. من جانب مملكة سونغ، اقترح بعض قادتها العسكريّين أن يبسط أسطولها سيطرته على مخرج خليج يامن في أسرع وقت، ليتمكَّنوا من تأمين خطٍّ للانسحاب غرباً، مع تقهقر قوات سونغ المستمرّ، وكان صاحب هذا القرار القائد زانغ شيجي الذي خشي أن يهرب جنوده من المعركة. عقب ذلك، أصدر أوامر بإحراق جميع الحصون والقصور والمنازل في يامن ليمنع المغول من الاستفادة منها.
كانت لدى مملكة سونغ نحو 1,000 سفينة حربية أمر زانغ شيجي بأن تُرْبَط معاً بسلاسل الحديد، لتشكِّل جداراً ضخماً يمتدُّ من جانبٍ من الخليج إلى الآخر، ووضع سفينة الإمبراطور هوايزونغ في وسط هذا الجدار، وهكذا لم يعد بإمكان السفن أن تهرب منفردةً من أرض المعركة. واجهت قوات مملكة يوان هذا التكتيك بإضرام النيران في سفنٍ ودفعها باتجاه جدار سونغ، إلا أنَّ زانغ شيجي كان مستعداً لذلك، حيث كان قد أمر بطلاء جميع سفنه بالطين لتصبح مضادَّة للحرائق. عندها لجأت قوات يوان إلى الحصار، فأغلقت مدخل الخليج، ومنعت المياه العذبة والخشب من الوصول إلى سفن سونغ. وسُرعَان ما نذفت مؤن أسطول سونغ، الذي حمل على متنه الكثير من الرجال غير المحاربين، مثل المغنين والخدم.
في النهاية، هُزِمت قوات مملكة سونغ وحاصرت سفن يوان الإمبراطور الصيني، فبادر مستشاره لو شيوفو إلى إمساك الإمبراطور الفتيّ والقفز به إلى مياه المحيط، حيث غرق كلاهما في نهر زي، إلى جانب الكثير من الجنود الآخرين.